# Трота, Адольф фон
Адольф фон Тро́та (нем. Adolf von Trotha; 1 марта 1868, Кобленц, Рейнланд-Пфальц — 11 октября 1940, Берлин) — немецкий военно-морской деятель, адмирал (19 августа 1939), командующий флотом.

## Биография
Поступил на флот в 1886. До Первой мировой войны служил в подразделении торпедных катеров входящем в Восточно-азиатскую эскадру крейсеров. В 1901—1906 годах служил в военно-морском офисе под руководством морского министра Альфреда фон Тирпица.
В 1909—1910 годах командовал легким крейсером «Кенигсберг».
С 1910 по 1913 Трота служил в военно-морском кабинете, затем 20 сентября 1913 года принял под командование дредноут «Кайзер».
В 1920 г., когда правительство обратилось к нему за поддержкой в борьбе против капповского путча, открыто поддержал путчистов.
Похоронен на церковном кладбище в Глинике.

## Награды
- Орден Красного орла 2-го класса с дубовыми листьями и мечами (Королевство Пруссия)
- Орден Короны 2-го класса (Королевство Пруссия)
- Железный крест (1914) 2-го и 1-го класса (Королевство Пруссия)
- Королевский орден Дома Гогенцоллернов рыцарский крест с мечами (Королевство Пруссия)
- Орден «Pour le Mérite» (10 июня 1916) (Королевство Пруссия)
- Крест «За выслугу лет» (за 25 лет беспорочной службы) (Королевство Пруссия)
- Орден «За военные заслуги» офицерский крест (Королевство Бавария)
- Орден Грифона почётный крест (Великое герцогство Мекленбург-Шверин)
- Крест «За военные заслуги» 2-го и 1-го класса (Великое герцогство Мекленбург-Шверин)
- Крест Фридриха Августа 2-го и 1-го класса (Великое герцогство Ольденбург)
- Орден Альбрехта командорский крест 2-го класса (Королевство Саксония)
- Орден Фридриха командорский крест (Королевство Вюртемберг)
- Золотой партийный знак НСДАП (1 марта 1938)